# Никола Зимний
 Запрос «Николин день» перенаправляется сюда, это название может относиться также к Николе Вешнему
Нико́ла зи́мний — день памяти святого Николая Чудотворца, архиепископа Мир Ликийских, отмечаемый 6 (19) декабря. В славянском народном православии завершает трёхдневный праздничный комплекс: Варварин, Савин, Николин дни.

## Другие названия
рус. Николин день, Никола, Никольщина, Никола морозный, Никола холодный, Микола зимний, Никола осенний, Праздник света, Свечи; бел. Мікола зімовы, Міколы, Мікольшчына; полес. Микола; болг. Никулден; макед. зимски Свети Никола, Свети Никола — зимен; серб. Никољдан, Зимски Свети Никола; словен. sveti Miklavž; чеш. svatý Mikuláš.

## Почитание Николая Чудотворца
Николай Чудотворец (Угодник Божий, Миколай Милостивый, Никола) на Руси почитался наравне с Иисусом Христом и Богородицей, превыше всех других святых. В народе даже бытовала легенда, что он должен был стать Богом, да отказался.
Могущество святого считалось почти беспредельным. Ведь на него, по характеру его деяний, тоже распространялось понятие «спасителя». Не случайно иностранцы констатировали, что русские воздают св. Николаю поклонение, приличествующее самому Спасу — Иисусу Христу: «Николу … аки Бога почитают православнии». Поволжские и сибирские народы России также именовали его «Никола — Русский Бог». Выступал Никола и как «Морской Бог», «Мужицкий Бог», даже «Общий Бог» («Богами» назывались иконы — отсюда и отождествления).

## Русские традиции

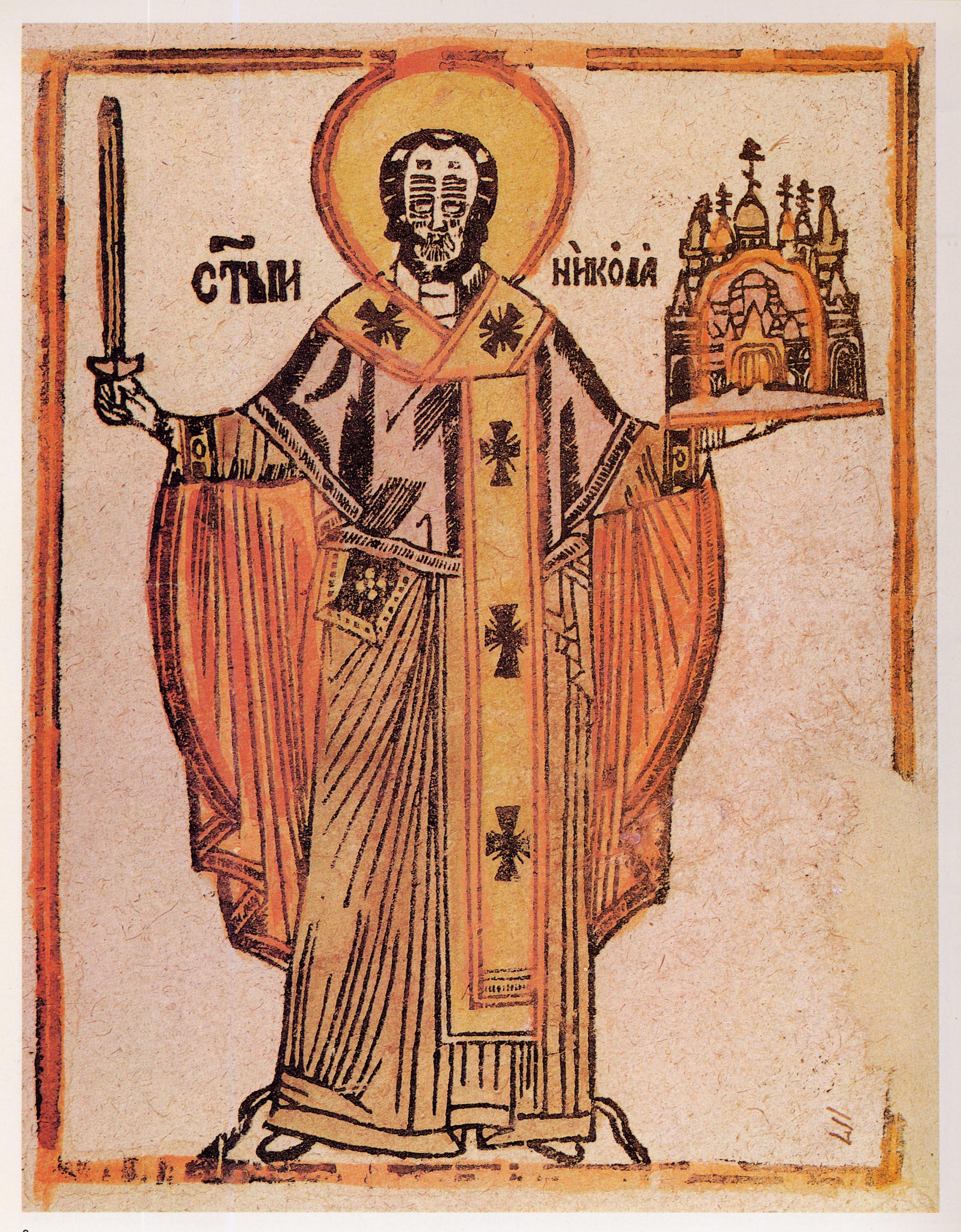
Святой Никола Можайский. Лубок, 1720 г.

В этот день, по преданию, «Никола-угодник спускается с небесных полей на оснеженную землю и шествует по лицу Земли Русской, обходя её — обыденкой (в один день) — из конца в конец. И убегают от него, ещё загодя, все духи тьмы». Говорят, что на Николу зима с гвоздём ходит, крыши ладит, где снегом поукроет, где снегом подоткнёт, а где и гвоздь вколотит, чтобы снеговая дранка не сорвалась, чтобы в печной трубе пело и гудело — зима ледяной смолой латает крыши, окутывает снегом поплотнее.
В Смоленской губернии перед «праздником свечи» на Николу Зимнего был обычай сучить свечу: после молитвы св. Николаю жевали соты и выплёвывали в чашку с водой; из этого воска изготавливалась затем мирская свеча Николе угоднику.
В северных губерниях Европейской России существовал обычай закалывать в честь Николая Угодника бычка-«микольца», которого специально три года откармливали всей деревней. Мясо бычка частично передавалось в церковь «для св. Николы», частично съедалось во время коллективного пиршества, устраивавшегося в этот день мужчинами.
Пирогами встречали день Николы и зиму потчевали. Во многих местах России с Николина дня справляли так называемую «никольщину». Праздновали в течение нескольких дней, обязательно в складчину, с большим количеством пива или браги из зерна нового урожая. В отличие от прочих — это праздник стариковский, большаков семей и представителей деревенских и сельских родов. Общее веселье длится не менее 3-4 дней, при съезде всех ближайших родственников, и непременно приглашались соседи. Неладно бывает тому, кто отказывается от складчины и уклоняется от празднования: такого хозяина изводят насмешками в течение круглого года. «На Никольщину зови друга, зови ворога — оба будут друзья. На братчину ездят незваны. Братчина судит, ватага — рядит. Николыцина красна пивом да пирогами». За общим столом решались вопросы общины, спорщики примирялись и угощали, делились новостями, велись беседы о мироустройстве. Молодёжь гуляла, забавлялись зимними потехами.
Николин день приходился на Рождественский пост, поэтому в начале XX века во многих местах празднование «микольщины» справлялось не в Николин день, а гораздо ранее — в ноябре, приблизительно за неделю перед заговением.
В Новгородской губернии с Николы Зимнего устраивались святочные посиделки со складчиной на артельных началах, и праздничной атмосферой. По мнению исследователей, соотнесение Николина дня со Святками в новгородских областях обусловлено развитием здесь культа Николая Чудотворца, который объединил в себе черты древнего дохристианского божества с чертами не только ряда святых, но и Иисуса Христа.
Молодёжь начинает подготовку к святочным посиделкам, договаривались об откупе избы у какой-нибудь бедной одинокой старухи или вдовы, заготавливали дрова, лучины, наряды, принимались за изготовление святочных масок для ряженых и костюмов для разыгрывания пьес и сценок из репертуара традиционного народного театра.
В некоторых местах на Николу начало зимнего сватовства. К Николе зимнему приурочивалась распродажа лишнего хлеба — «никольский торг всему указ».

## Украинские традиции

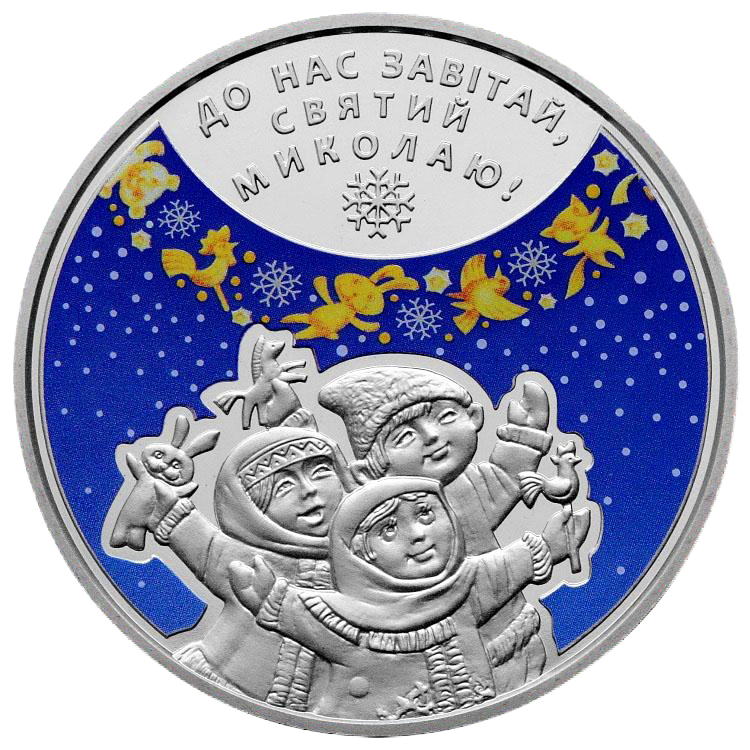
Реверс памятной монеты «К дню Святого Николая». Банк Украины, 2016

Праздник Николая носил преимущественно церковный характер, хотя в отдельных местностях Украины в этот день выполнялись и народные обычаи, близкие по значению к рождественско-новогодним.
Раньше в этот день хозяева варили пиво, созывали гостей: пили, гуляли, веселились. А после обеда запрягали лучших лошадей в «козырьки» и с песнями и весёлыми возгласами ездили по селу — «бо ж треба знати, чи слизький сніг цього року випав!».
Варить пиво на «Николая» — обычай древний. В одной колядке это пивоварения представляется как один из сакральных обычаев, на которых «держится мир»:

Чому так нема, як було давно,

Як було давно, а з первовіку:

Святним Миколам пива не варять...— О. Воропай
В Купянском уезде в Харьковской губернии на Варварин, Савин и Николин дни производили так называемые «Миколыни святки» (укр. Миколині святки). В эти дни варили кутью и узвар, чтобы в следующем году был урожай на плоды и на жито. Над Збручем в Николин день проходил второй «полаз». В окрестностях Киева ещё в конце XIX — начале XX веков устраивались обходы в честь Николая, похожие на рождественские колядования. Группа парней обходила дворы, пели песню: «Ішов Микола лужком, бережком, святий Миколай, лужком, бережком...».
Под влиянием соседних венгров, чехов и словаков среди определённой части украинского населения Закарпатья и других западных областей в начале XX века устраивались обходы ряженых накануне 6 (19) декабря. Возглавляемая переодетым Николаем группа парней обходила дворы, раздавая подарки детям: конфеты, фрукты, орехи и т. д., а непослушным оставляли палку как предостережение на будущее. Через «Николая» нередко парень передавал подарки любимой девушке и наоборот.
С этого дня начинали готовиться к Рождеству: кололи свиней, скупались на базаре.

## У южных славян
По болгарским поверьям, Варвара и Савва — сёстры (или сестра и брат) и в то же время слуги Николая. Этим трём святым посвящены три дня — 4, 5 и 6 декабря, которые отмечаются как единый праздничный комплекс. «Деятельность» этой троицы описывается в многочисленных поговорках: «Варвара варит, Савва печет, Никола ест» (болг. Варвара вари, Сава пече, Никола яде); «Варвара варит, Савва замешивает, Никола гостей угощает» (болг. Варвара вари, Сава меси, Никола гости гощава) и др. Аналогичные поговорки, относящиеся к этим дням, известны и у сербов: «Варварица варит, Савица остужает, а Никола ест» (сербохорв. Варварица вари, Савица хлади, Николица куса); «Варварица варит, святой Савва остужает, а Никола ест, чтобы не оскоромиться» (сербохорв. Варварица вари, свети Сава лади, а Никола куси да се не омрси). В северо-восточной Болгарии (в районе г. Провадия) у святого Николы три «сестры». На следующий день за Николой почитается третья «сестра» — святая Елена. В этом районе она известна как самая младшая и самая грозная сестра святого. Вместе с другими двумя «сёстрами» её почитают «от детских болезней».
В Сербии данный праздник под названием Никольдан (серб. Никољдан) празднуется 19 декабря. По поверью, если простить долг своим должникам, то в следующем году у простившего будет удача и богатство. Также в этот день сажают зёрнышко пшеницы, чем больше прорастёт жито к Рождеству, тем счастливее будет в новом году; а на юге страны пекут булочки в виде птичек, которые затем освящаются в церквях. В школах за день и после него занятия проводятся по сокращённому расписанию, а во время праздника занятия и вовсе отменяются. Так как Святой Николай является покровителем моряков, то в этот день останавливаются все лодки, суда и корабли. Также Никольдан является именинами (серб. крсна слава) для всех Никол.

## У западных славян

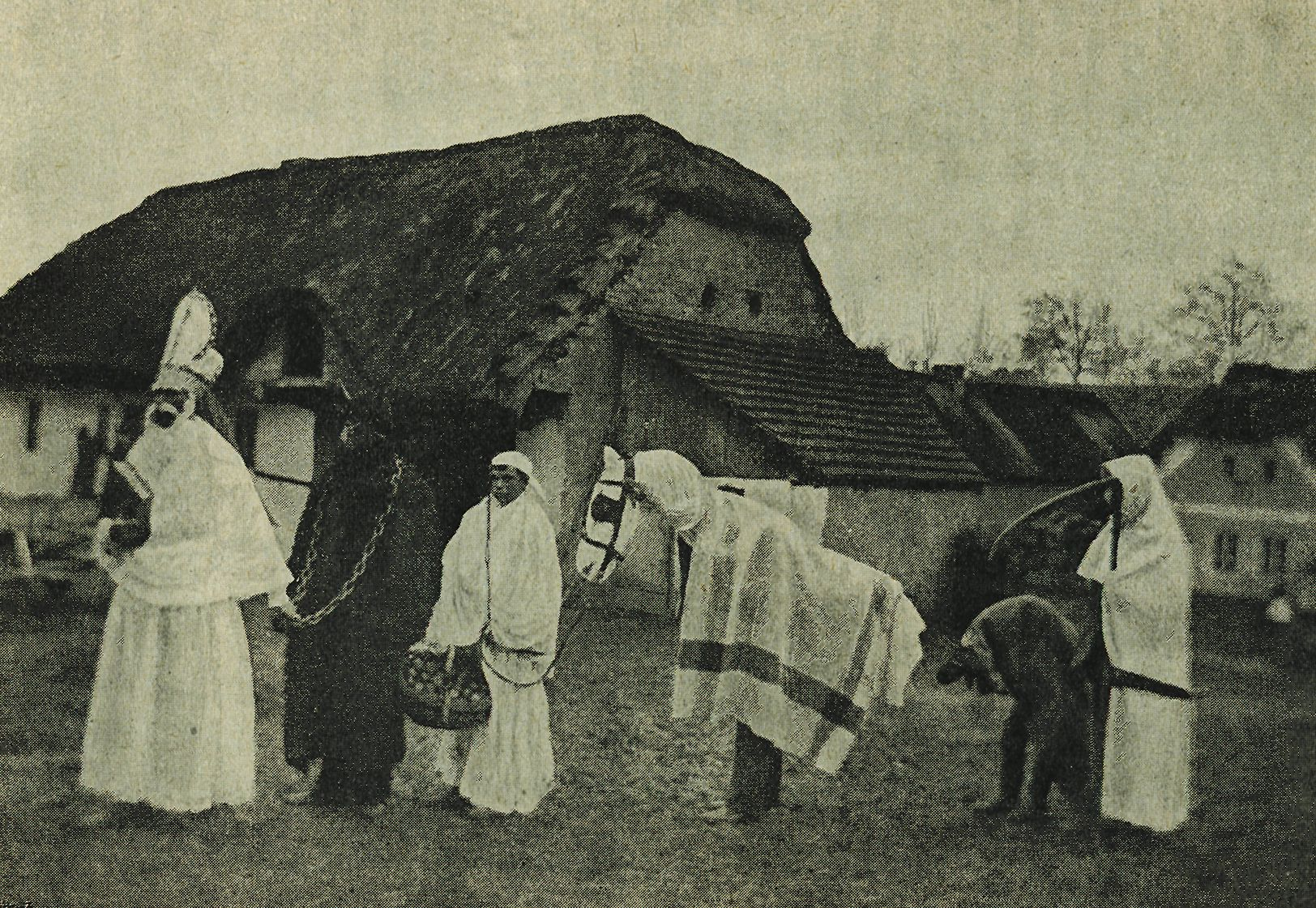
Коза, ангел, кобыла и смерть в процессии Микулаша (святого Николая) в Чехии. Начало XX века

В Польше в живецких деревнях в этот день ходил по дворам ряженный «Миколаем» парень. Заходя во двор он давал девушке венок из сухого клевера, это означало, что она будет собирать клевер; а молодухе (недавно вышедшей замуж) — венок из гороха, что означало, что она «будет в своём хозяйстве горох за печью лускать».
В словацких и чешских деревнях ходят ряженые: конь, медведь, коза, ворон, аист, цыган, доктор, трубочист и др. В ночь с 5 на 6 декабря обходы домов совершает «Микулаш» (чеш. и словац. Mikuláš — святой Николай) в длинном одеянии, с корзиной на спине, с бородой, сделанной обычно из шерсти или льна, на голове баранья шапка, в руках — посох. Микулаша сопровождает «ангел», одетый в длинную белую рубаху, а на голове высокий колпак из картона. С ними ходит и «чёрт» в длинном кожухе, вывернутом мехом наружу. Через плечо у него перекинута цепь, на голове рожки из чёрной бумаги, в руках — колокольчик и метла. В чешской Силезии Микулаш со своей дружиной обходит деревню в первое воскресенье декабря. Ангел с Микулашем раздают подарки, а чёрт символически «наказывает» непослушных детей. Иногда вместо чёрта с Микулашем ходит ряженый полицейский. Но чаще всего компанию святому составляет лишь ангел.

## Народный образ святого Николая
Никола Чудотворец — один из наиболее почитаемых у славян христианских святых. В восточнославянской традиции культ Николы по значимости приближается к почитанию самого Бога (Христа).
По народным верованиям славян, Никола — «старший» среди святых, входит в святую Троицу (sic) и даже может сменить на престоле Бога. В легенде из белорусского Полесья говорится, что «святы Мікола не толькі старей за ўcix святых, да мабыць и старшы над ими <…> Святы Мікола божы наследник, як Бог памре (sic), то св. Мікалай чудатворец будзе багаваць, да не хто іншы». Об особом почитании святого свидетельствуют сюжеты народных легенд о том, как св. Николай стал «владыкой»: он так истово молился в церкви, что золотая корона сама собой упала ему на голову (укр. карпат.).
У восточных и западных славян образ Николы по некоторым своим функциям («начальник» рая — владеет ключами от неба; перевозит души на «тот свет»; покровительствует ратникам) может контаминироваться с образом Архангела Михаила. У южных славян образ святого как истребителя змей и «волчьего пастыря», сближается с образом Георгия Победоносца.
Основные функции Николы (покровитель скота и диких зверей, земледелия, пчеловодства, связь с загробным миром, соотнесённость с реликтами культа медведя), противопоставление «милостивого» Николы «грозному» Илье-пророку в фольклорных легендах свидетельствуют, по мнению Б. А. Успенского, о сохранении в народном почитании святого Николая следов культа языческого божества Волоса (Велеса).
Николай Чудотворец особо почитался не только славянами, но и другими народами Российской империи. П. И. Мельников-Печерский отмечает, что мордва почитала Зимнего и Весеннего Николу как божеств:

У эрдзядов и терюхан он даже явился в числе Пасов и называется Никола-Пас. Известно, что православная церковь празднует память Николая Чудотворца 9-го мая и 6-го декабря. В эти самые дни и мордва празднует Никола-Пасу, совершая особые жертвоприношения. Она отожествляет Николая Чудотворца с двумя древними своими Пасами: весною с Мастыр-Пасом, богом, дающим земле силу растительности, а зимой с Назаром-Пасом, богом зимы, ночи и луны. Николай Чудотворец и у мокшан является особым богом, Николазарава, которому празднуют 6-го декабря и которого считают не богом, а богиней.— «Очерки мордвы»

## Поговорки и приметы
- «Коли зима до Николина дня след заметёт, дороге не стоять»[35].
- «Коли на Михайлов день зима закуёт, то на Николу раскуёт»[35].
- «Перед Николой иней — овсы хороши будут»[36].
- «Иней на Николу (также: о святках, на Крещенье) — к урожаю»[36].
- «Если иней будет раньше Миколы зимнего, то надо сеять раньше ячмень, если после Миколы — позже» (бел. Калі іней будзе раней Міколы зімовага, то трэба сеяць ранні ячмень, калі пазней Міколы — позні)[37]
- «Какой день в Миколу Зимнего, такой и в Миколу Летнего»[4].